# Blaž Kavčič
Blaž Kavčič (nacido el 5 de marzo de 1987 en Liubliana, Eslovenia) es un jugador profesional de tenis esloveno. Comenzó su carrera profesional en 2005. Se considera que su superficie favorita es el polvo de ladrillo. Es el jugador de tenis esloveno mejor clasificado, alcanzando la posición N.º 72 en junio de 2011.

## Carrera tenística
Tras comenzar su carrera profesional, Kavčič comenzó a competir exclusivamente en los circuitos de Futures y ATP Challenger Series del circuito, durante tres temporadas. En 2006, Kavčič hizo su debut en la Copa Davis representando a Eslovenia, y ganó dos torneos del circuito Futures, el primero en Cakovec derrotando en la final a Predrag Rusevski, y el segundo en Zagreb sobre Rok Jarc.
En 2008, Kavčič continuó compitiendo en Futures y Challengers. Asimismo se clasificó para dos eventos de la ATP, en Zagreb donde perdió ante Roko Karanušić, y en Pörtschach donde derrotó a Teimuraz Gabashvili en la primera ronda antes de perder con Igor Kunitsyn. Terminó el año Clasificado en el puesto 260.
En 2009 continuó compitiendo en el circuito ATP Challenger Series, donde tuvo un año decisivo. LLegó a la final del Challenger de San Remo, habiendo provenido de la clasificación, perdiendo finalmente con Kevin Anderson. En vez de jugar la clasificación de Roland Garros, Kavcic siguió centrándose en el circuito Challenger y ganó títulos en Alessandria y Constanza.
Perdió en la final del torneo de Rijeka después de vencer a Mathieu Montcourt en la semifinal. Ese fue el último partido antes de que Montcourt muriera de un paro cardíaco.
En 2010, llegó a la segunda ronda en Houston sobre polvo de ladrillo, pero perdió afrente a Sam Querrey. Kavčič jugó en el Torneo de Roland Garros 2010, donde ganó su primer partido de Grand Slam al derrotar a Eduardo Schwank, después de que Schwank se retirara en el cuarto set. Se convirtió en el primer jugador esloveno hombre en clasificar directamente para un torneo de Grand Slam sin tener que pasar a través de rondas de clasificación.
En el año 2011 en Chennai Open llegó a cuartos de final por primera vez en el TourATP, perdió allí en contra de Tomáš Berdych de República Checa. En el Abierto de Australia 2011 llegó a la segunda ronda por primera vez en su carrera. En el año 2011 en Serbia Open perdió partido en cuartos de final contra Novak Djokovic.

## Títulos; 19 (17 + 2)
| Leyenda                     | Individuales | Dobles |
| --------------------------- | ------------ | ------ |
| Grand Slam                  | 0            | 0      |
| ATP World Tour Finals       | 0            | 0      |
| ATP World Tour Másters 1000 | 0            | 0      |
| ATP World Tour 500 Series   | 0            | 0      |
| ATP World Tour 250 Series   | 0            | 0      |
| ATP Challenger Series       | 17           | 2      |

### Individuales
| N.º | Fecha      | Torneo                    | Superficie | Oponentes en la final | Resultado      |
| --- | ---------- | ------------------------- | ---------- | --------------------- | -------------- |
| 1.  | 31.05.2009 | Challenger de Alessandria | Tierra     | Jesse Levine          | 7-5, 6-3       |
| 2.  | 28.06.2009 | Challenger de Constanța   | Tierra     | Julian Reister        | 3-6, 6-3, 6-4  |
| 3.  | 21.08.2010 | Challenger de Qarshi      | Dura       | Michael Venus         | 6-3, 7-5       |
| 4.  | 12.09.2010 | Challenger de Rijeka      | Tierra     | Rubén Ramírez Hidalgo | 6-4, 3-6, 7-65 |
| 5.  | 25.09.2010 | Challenger de Liubliana   | Tierra     | David Goffin          | 6-2, 4-6, 7-5  |
| 6.  | 18.09.2011 | Challenger de Banja Luka  | Tierra     | Pere Riba             | 6-4, 6-1       |
| 7.  | 28.04.2012 | Challenger de San Pablo-2 | Tierra     | Júlio Silva           | 6-3, 7-5       |
| 8.  | 10.06.2012 | Challenger de Fürth       | Tierra     | Sergiy Stakhovsky     | 6-3, 2-6, 6-2  |
| 9.  | 01.09.2013 | Challenger de Bangkok     | Dura       | Suk-young Jeong       | 6-3, 6-1       |
| 10. | 15.06.2014 | Challenger de Fergana     | Dura       | Alexander Kudryavtsev | 6-4, 7-68      |
| 11. | 22.06.2014 | Challenger de Tianjín     | Dura       | Alexander Kudryavtsev | 6-2, 3-6, 7-5  |
| 12. | 13.07.2014 | Challenger de Portoroz    | Dura       | Gilles Muller         | 7-5, 6-74, 6-1 |
| 13. | 22.03.2015 | Challenger de Shenzhen    | Dura       | Andre Ghem            | 7-5, 6-4       |
| 14. | 04.09.2016 | Challenger de Bangkok-4   | Dura       | Go Soeda              | 6-0, 1-0 ret.  |
| 15. | 16.07.2017 | Challenger de Winnipeg    | Dura       | Peter Polansky        | 7-5, 3-6, 7-5  |
| 16. | 30.07.2017 | Challenger de Granby      | Dura       | Peter Polansky        | 6-3, 2-6, 7-5  |
| 17. | 16.09.2018 | Challenger de Shanghái    | Dura       | Hiroki Moriya         | 6-1, 7-61      |

### Dobles
| No. | Fecha      | Torneo                      | Superficie | Pareja       | Rival                         | Resultado    |
| --- | ---------- | --------------------------- | ---------- | ------------ | ----------------------------- | ------------ |
| 1.  | 04.03.2012 | Challenger de Florianópolis | Tierra     | Antonio Veić | Javier Martí Leonardo Tavares | 6-3, 6-3     |
| 2.  | 05.10.2015 | Challenger de Sacramento    | Dura       | Grega Zemlja | Daniel Brands Dustin Brown    | 6-1 3-6 10-3 |